# Öystein Magnusson
Öystein (Eystein) I Magnusson, född 1088, död 29 augusti 1123 på Hustad, son till Magnus Barfot, var kung av Norge från 1103.
Efter faderns död regerade Øystein tillsammans med sina halvbröder Sigurd Magnusson och Olav Magnusson. Den förre fortsatte att regera ensam efter brödernas död.